# 시라카와촌 (이바라키현)
시라카와촌(白河村)은 이바라키현 히가시이바라키군에 일찍이 존재했던 촌이다.

## 지리
- 구 오가와정의 북부, 현재의 오미타마시의 동부에 위치한다.

## 역사
- 1889년 4월 1일 - 정촌제 시행에 의해 히가시이바라키군 시라카와촌이 성립하였다.
- 1954년 12월 10일 - 다치바나촌, 오가와정과 합병해, 새로운 오가와정이 성립하여, 동일 시라카와촌은 폐지되었다

## 인구
| 1891년 | 2,029 |
| 1920년 | 3,013 |
| 1935년 | 3,195 |
| 1950년 | 4,740 |

## 참고문헌
- 小川町史編さん委員会編集『小川町史 下巻』、小川町、1988年
- 角川日本地名大辞典編纂委員会『가도카와 일본 지명 대사전 8 茨城県』、가도카와 쇼텐、1983年 ISBN 4040010809